# Karel Scheinpflug

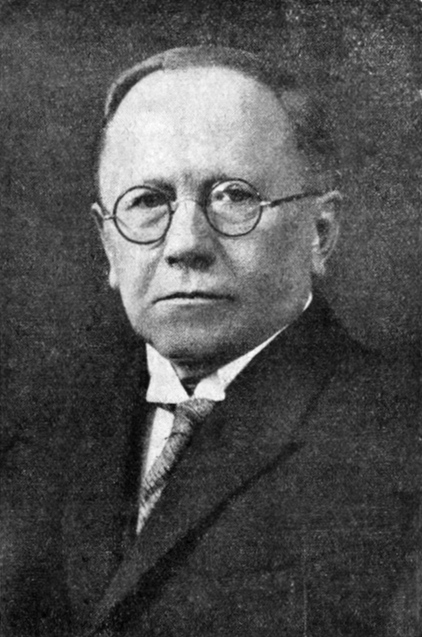
Karel Scheinpflug (vor 1929)

Karel Scheinpflug (* 28. Dezember 1869 in Schlan (Slaný), Österreich-Ungarn; † 5. Mai 1948 in Mariánské Lázně (Marienbad)) war ein tschechischer Schriftsteller und Journalist.

## Familie

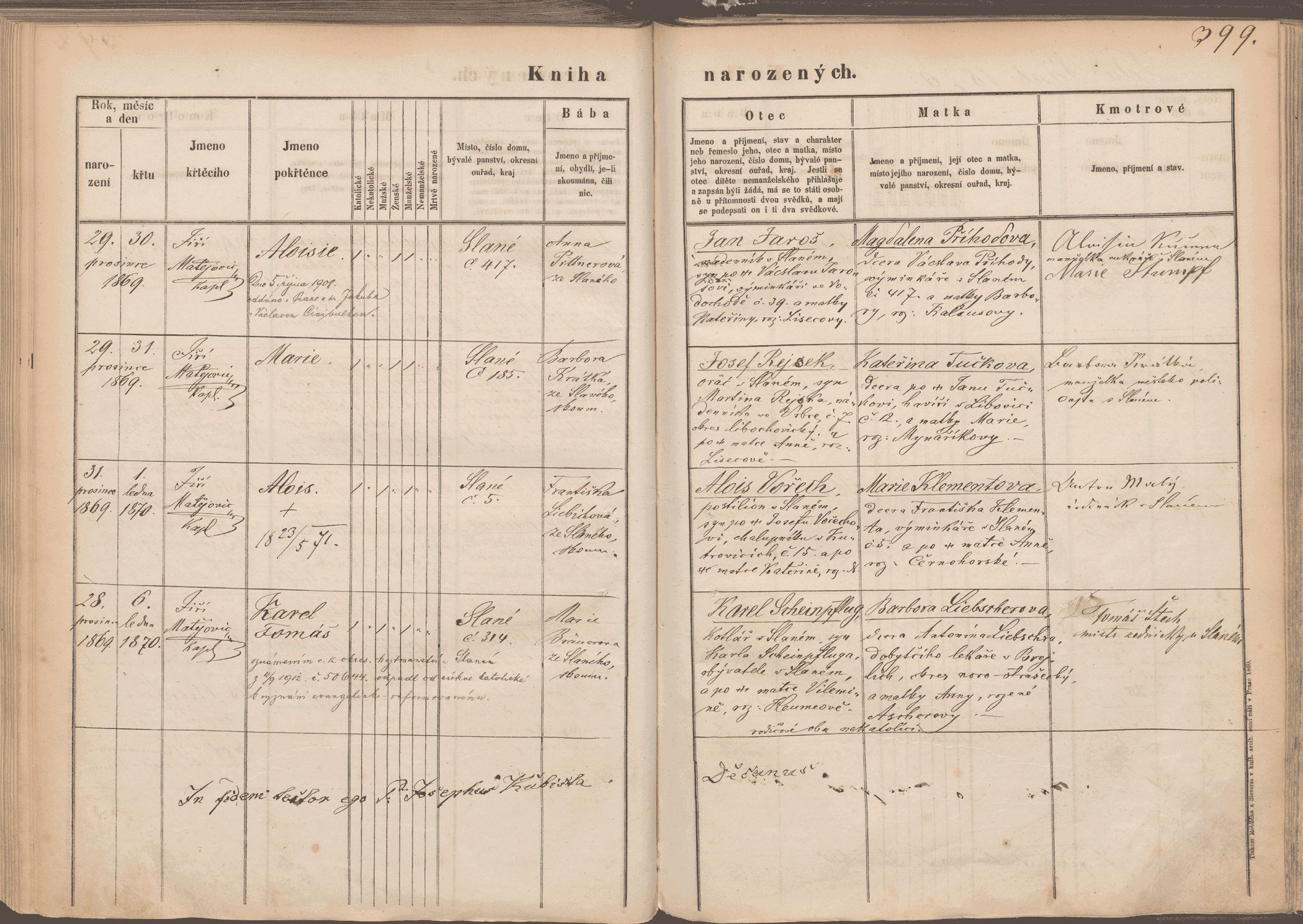
Karel Scheinpflug birth record 1869 (SOA Prague)

Karel Scheinpflug ist ein Sohn des Unternehmers Scheinpflug in Schlan (Slaný) in Böhmen und leitete nach der Matura die Metallwarenfabrik des Vaters, einen Familienbetrieb. Er war verheiratet; seine Ehefrau starb früh. Von ihren Kindern sind der Sohn Karel Scheinpflug, ein promovierter Rechtsanwalt, und die Schauspielerin und Schriftstellerin Olga Scheinpflugová (1902–1968) bekannt, die im Jahr 1935 den Schriftsteller Karel Čapek (1890–1938) heiratete.

## Leben als Schriftsteller und Journalist
Bereits während der Zeit als Leiter des väterlichen Betriebes in Schlan war Karel Scheinpflug schriftstellerisch tätig und veröffentlichte im Jahre 1898 den ersten Gedichtband INRI.
Nach Ende des Ersten Weltkriegs 1919 und dem Verkauf der Metallwarenfabrik in Schlan wurde Scheinpflug Journalist in Prag, von 1919 bis 1927 Mitarbeiter der Zeitung Národní listy, 1927 Chefredakteur der Agentur Centropress, 1928 bis 1938 Mitarbeiter der Zeitung Lidové noviny und der Zeitschrift Přítomnost. Er schrieb unter den Pseudonymen En avant, Modrovous und Gwynplaine. Als Schriftsteller veröffentlichte er Gedichte, Theaterstücke, Reiseberichte und Romane mit teils romantischen und auch sozialkritischen Themen, die Probleme im Zusammenleben der Menschen zur Darstellung bringen, die vor dem Untergang der Monarchie Österreich-Ungarn im Jahr 1919 und dem Ende der ersten Republik der Tschechoslowakei 1939 durch die Zerschlagung der Tschechoslowakei in Böhmen lebten.
Scheinpflug war von 1927 bis 1948 Vorsitzender des Verbandes tschechischer und slowakischer Schriftsteller und Komponisten.

## Schriften
Neben dem Eintrag im ÖBL eine Bibliographie in den Sebrané spisy (Gesammelten Werke), Band 1945 bis 1948.